# Döbritschen
Döbritschen és un municipi situat al districte de Weimarer Land, a l'estat federat de Turíngia (Alemanya), a una altitud de 350 metres. La seva població a la fi de 2016 era d'uns 200 habitants i la seva densitat poblacional de 26 hab/km².
Es troba a prop de les ciutats de Jena, Weimar i la capital Erfurt.